# Giuseppe De Lorenzi
Giuseppe De Lorenzi (Torino, 12 maggio 1868 – Roma, 16 novembre 1921) è stato un ammiraglio italiano, che ricoprì l'incarico di Capo di stato maggiore della Regia Marina tra l'11 febbraio e il 16 novembre 1921.

## Biografia
Nacque a Torino il 12 maggio 1868. Arruolatosi nella Regia Marina, nel 1881 fu ammesso a frequentare il primo corso della Regia Accademia Navale di Livorno da cui uscì nel 1886 con il grado di guardiamarina. Sottotenente di vascello fu imbarcato sulla pirofregata corazzata Principe Amedeo.  Divenuto tenente di vascello, tra il 1888 e il 1889 partecipò alla campagna d'Africa, e fu poi comandante di diverse torpediniere. Promosso capitano di fregata, tra il 1905 e il 1907 fu comandante di una squadriglia torpediniere, e divenuto capitano di vascello fu comandante dell'incrociatore corazzato San Marco e della nave da battaglia Andrea Doria. Capo di stato maggiore della 1ª Squadra navale all'atto dell'entrata in guerra del Regno d'Italia, avvenuta il 24 maggio 1915, lasciò tale incarico nel corso del 1916, quando promosso contrammiraglio assunse l'incarico di direttore generale del C.R.E. Nel 1917 fu nominato Ispettore dei sommergibili. Tra il 1918 e il 1919 fu addetto navale preso l'Ambasciata del Regno d'Italia a Londra, e una volta rientrato in Patria fu nominato Ispettore delle siluranti. L'11 febbraio 1921 fu nominato Capo di stato maggiore della Regia Marina in sostituzione di Alfredo Acton, ma decedette in servizio a Roma il 16 novembre dello stesso anno.

## Onorificenza

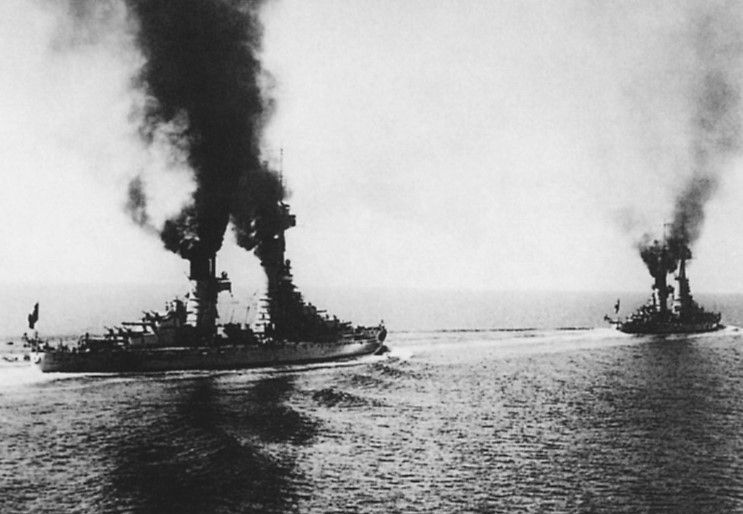
Le navi da battaglia Andrea Doria e Duilio in navigazione in linea di fila.